# Östra Sönnarslövs församling
Östra Sönnarslövs församling var en församling i Lunds stift och i Kristianstads kommun. Församlingen uppgick 2000 i Everödsbygdens församling.

## Administrativ historik
Församlingen har medeltida ursprung. Före den 1 januari 1886 (ändring enligt beslut den 17 april 1885) var namnet Sönnarslövs församling. En del av socknen, Hyllinge, tillhörde före 1889 Luggude härad i Malmöhus län och överfördes då till samma härad och län som övriga socknen.
Församlingen var till 2000 annexförsamling i pastoratet Everöd och (Östra) Sönnarslöv som från 1962 även omfattade Lyngsjö församling. Församlingen uppgick 2000 i Everödsbygdens församling.

## Kyrkor
- Östra Sönnarslövs kyrka